# Liste der Monuments historiques in La Chapelle-Iger
Die Liste der Monuments historiques in La Chapelle-Iger führt die Monuments historiques in der französischen Gemeinde La Chapelle-Iger auf.

## Liste der Objekte
| Bezeichnung                                                                                     | Beschreibung                             | Standort                      | Kennzeichnung | Schutzstatus | Datum | Bild |
| ----------------------------------------------------------------------------------------------- | ---------------------------------------- | ----------------------------- | ------------- | ------------ | ----- | ---- |
| Grabplatte für Jean de Laistre, Grundherr von Champgueffier, und seine Frau Edmée d'Ancienville | Stein, erste Hälfte des 17. Jahrhunderts | in der Kirche St-Léger (Lage) | PM77000308    | Classé       | 1907  |      |